# Thinornis
Thinornis és un gènere d'ocell limícoles de la família dels caràdrids (Charadriidae) que habiten en Austràlia i Nova Zelanda.

## Llista d'espècies
S'han classificat dues espècies dins aquest gènere:
- corriol capnegre (Thinornis cucullatus).
- corriol de Rangatira (Thinornis novaeseelandiae).